# Fausto Tommei
Fausto Tommei (n. 29 iulie 1909, Veneția, Italia – d. 23 iulie 1978, Padova, Italia) a fost un actor italian.